# 钱敏
钱敏（1915年8月9日—2016年1月6日），原名钱秋苇，曾用名林岳，男，江苏无锡人，中华人民共和国政治人物。曾任中华人民共和国第四机械工业部党组书记、部长，首任中共无锡市委书记（未到任）。

## 生平
钱敏是江苏无锡长安桥人。抗日战争期间，钱敏组建无锡抗日青年流亡服务团，并任副团长（团长为孙克定，另两名副团长为周秋野、吴志明）。此后率团抵达南昌新四军办事处和武汉八路军办事处，全部投军。1938年加入中国共产党。钱敏历任江西省青年服务团特支书记，中共赣东北特委青年部部长，中共中央东南分局青年部巡视员，中共苏南特委青年部部长，苏皖区党委秘书长，中共丹北中心县委组织部部长、书记，中共路北特委组织部部长职。1945年，任中共苏中六地委书记、新四军苏中军区第六军分区政委。第二次国共内战期间，担任中共中央华中分局组织部科长，中共苏皖边区工委书记、支队政委等职。
中华人民共和国成立后，钱敏担任中共嘉兴地委书记、军分区政委。1951年，担任中共杭州市委第一副书记，华东军政委员会工业部副部长，第一机械工业部三局局长，中共上海市工业委员会副主任，中共中央华东局经委兼国防工办副主任。1966年，任西南局三线建设委员会副主任，四川省计委副主任。1977年，任中共重庆市委第一书记、四川省革命委员会副主任。1978年，担任中华人民共和国第四机械工业部部长。
2016年1月6日，在北京逝世，享年101岁。